# Kupa na Sŭvet·skata armiya 1958
La Coppa dell'Esercito sovietico 1958 è stata la 13ª edizione di questo trofeo, e la 18ª in generale di una coppa nazionale bulgara di calcio,  terminata il 7 novembre 1958. Lo Spartak Plovdiv ha vinto il trofeo per la prima volta.

## Primo Turno
| Squadra 1         | Risultato   | Squadra 2         |
| ----------------- | ----------- | ----------------- |
| Minjor Pernik     | 3 – 1       | Ludogorec         |
| Slavia Sofia      | 4 – 2       | Dunav Ruse        |
| Spartak Plovdiv   | 4 – 1       | ATZ Shumen        |
| Spartak Varna     | 2 – 1       | Liteks Loveč      |
| Botev Plovdiv     | 3 – 3 (dts) | Rozova Dolina     |
| Marek Dupnica     | 2 – 1       | Beroe             |
| Pirin Blagoevgrad | 1 – 0       | Lokomotiv Plovdiv |
| Botev Varna       | 6 – 3       | Levski Lom        |
| Černo More Varna  | 4 – 1       | Arda Kărdžali     |

### Replay
| Squadra 1     | Risultato | Squadra 2     |
| ------------- | --------- | ------------- |
| Rozova Dolina | 0 - 1     | Botev Plovdiv |

## Ottavi di finale
| Squadra 1        | Risultato | Squadra 2         |
| ---------------- | --------- | ----------------- |
| CSKA Sofia       | 5 – 1     | FC Tryavna        |
| Slavia Sofia     | 3 – 1     | Botev Plovdiv     |
| Spartak Plovdiv  | 2 – 1     | Lokomotiv Sofia   |
| Černo More Varna | 5 – 1     | Spartak Pleven    |
| Spartak Varna    | 3 – 0     | Pirin Blagoevgrad |
| Minjor Pernik    | 10 – 0    | Rodni krile Sofia |
| Botev Varna      | 3 – 0     | Pomorie           |
| Levski Sofia     | 6 – 2     | Marek Dupnica     |

## Quarti di finale
| Squadra 1     | Risultato | Squadra 2        |
| ------------- | --------- | ---------------- |
| CSKA Sofia    | 2 – 1     | Spartak Varna    |
| Slavia Sofia  | 1 – 4     | Spartak Plovdiv  |
| Minjor Pernik | 2 – 1     | Černo More Varna |
| Levski Sofia  | 3 – 0     | Botev Varna      |

## Semifinali
| Squadra 1       | Risultato | Squadra 2    |
| --------------- | --------- | ------------ |
| Minjor Pernik   | 2 – 1     | Levski Sofia |
| Spartak Plovdiv | 1 – 0     | CSKA Sofia   |

## Finale
| Arbitro: | Georgi Hristov |

|           |           |  |
| Dušev 60’ | Marcatori |  |